# 1,3-二苯基异苯并呋喃
1,3-二苯基异苯并呋喃是一种有机化合物，化学式为C20H14O。它的合成最初由A. Guyot和J. Catel.在1905年报道，合成中使用格氏试剂：
它在乙醇中形成橙黄色溶液，在光照下变为无色的二聚体：
在亚甲基蓝的存在下它被红激光激发，和中间体单线态氧1O2反应，形成不稳定的过氧化物，并分解为1,2-二苯甲酰基苯。